# إيتاراسيزوماب
إيتاراسيزوماب هو جسم مضاد وحيد النسيلة مأنسن يستخدم في علاج الأورام الميلانينية النقيلة وسرطان الموثة وسرطان المبيض وأنواع أخرى من السرطان. تصنعه ميديميون.